# 754 Malabar
A 754 Malabar (ideiglenes jelöléssel 1906 UT) a Naprendszer kisbolygóövében található aszteroida. August Kopff fedezte fel 1906. augusztus 22-én.